# Rio Itajaí do Norte
O rio Itajaí do Norte é um curso de água do estado de Santa Catarina, no Brasil. 

## Topônimo
O nome "Itajaí" é de origem tupi e significa "água do senhor da pedra", através da junção dos termos itá ("pedra"), îara ("senhor") e  'y  ("água").

## Características
Corre no sentido noroeste-sudeste até encontrar-se com o rio Itajaí-Açu, próximo à cidade de Ibirama. 